# Cygnus cygnus
Il cigno selvatico (Cygnus cygnus Linnaeus, 1758), più raramente noto come "cigno canoro" o "cigno musico", è un uccello appartenente alla famiglia Anatidae. In inglese è comunemente chiamato Whooper Swan, mentre in tempi passati veniva chiamato "Elk".
Spesso in Italia viene erroneamente identificato quale "cigno selvatico" qualsiasi esemplare di cigno allo stato libero, mentre il più delle volte si tratta di cigni di specie diversa, generalmente esemplari di cigno reale (Cygnus olor), che è la specie di cigno più diffusa in Italia.

## Descrizione

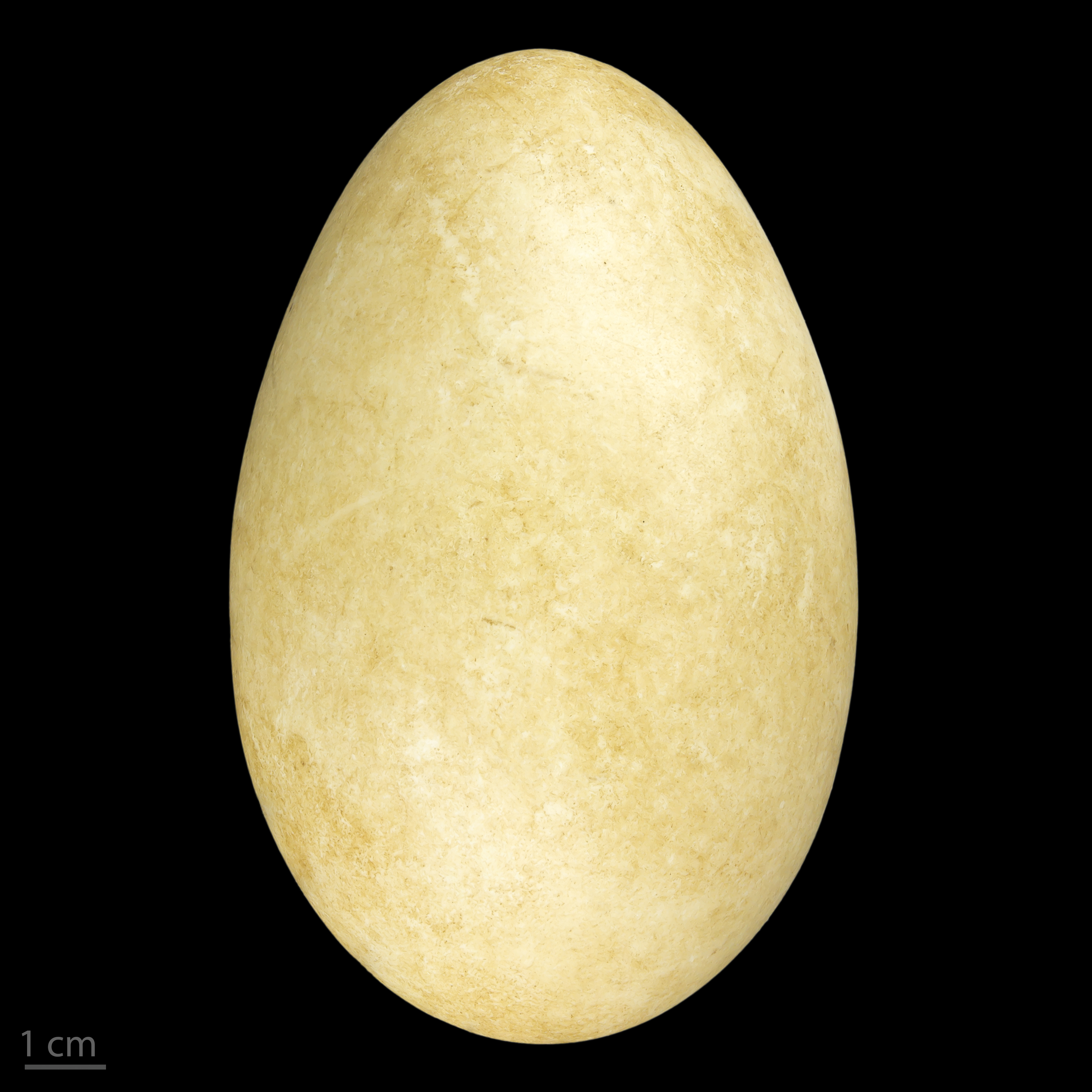
Cygnus cygnus

Il cigno selvatico ha il becco giallo con la punta nera, gli adulti hanno il piumaggio completamente bianco, e corte zampe palmate di colore scuro.
Analogamente agli altri cigni, i piccoli (fino alla fine del loro primo inverno) hanno invece un piumaggio grigio e il loro becco è rosa là dove diventerà nero, e biancastro dove diventerà giallo.
Dimensioni:
- apertura alare: 205–235 cm
- lunghezza:
  - maschio 150 cm
  - femmina 150 cm
- altezza: ca.75 cm
- peso: 3.000-12.000 g

Si distingue facilmente dal cigno reale dall'assenza della caruncola nera sopra il becco; dal becco giallo con la punta nera anziché nero e arancione sulla punta come in quello reale; poi, rispetto al cigno reale, il suo battito di ali durante il volo è molto più silenzioso; infine, a differenza del reale, tiene il collo dritto e non tipicamente incurvato.
La colorazione del becco è molto simile a quella del cigno minore euroasiatico (Cygnus columbianus bewikii), nel quale la parte di nero è però maggiormente estesa; tale somiglianza può trarre in inganno osservando un singolo esemplare di cigno, ma quando un cigno selvatico e un cigno minore Bewick's sono visibili contemporaneamente, appare evidente sia la maggior dimensione del cigno selvatico, sia la diversa colorazione del becco.

## Biologia

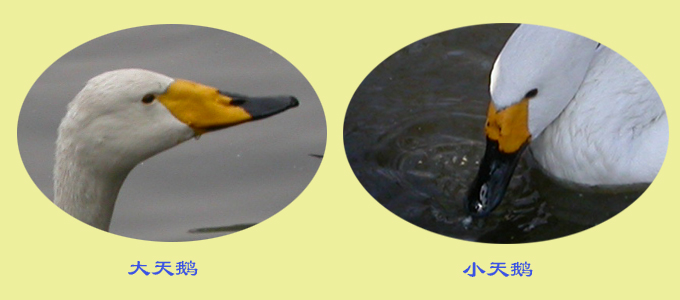
Cygnus cygnus (sinistra) - Cygnus columbianus bewickii (destra)

### Comportamento
Il cigno selvatico si distingue dal reale soprattutto perché non solleva mai il folto piumaggio delle ali mentre scivola silenzioso sull'acqua, nella plastica e classica "posa da cigno": infatti, porta le ali sempre abbassate come le anatre selvatiche e ciò lo rende meno imponente del reale, nonostante abbia le stesse dimensioni.

### Alimentazione
Si vedano le informazioni al riguardo per il genere Cygnus e per le varie altre specie di cigno che ne sono parte.

### Riproduzione
Le uova solitamente sono circa 4-6 per covata e misurano 11,2 x 7,0 cm.

## Distribuzione e habitat
Come tutti i cigni, è un uccello acquatico migratore; nidifica in Nord-Europa soprattutto in Scandinavia e nella tundra e sverna sulle coste del Mar Nero, Mar Caspio, Mare del Nord e in minor misura sulle coste orientali dell'Adriatico. È un uccello di climi freddi (dalla Siberia all'Islanda). Molto frequente in Finlandia, preferisce le acque costiere salmastre ed è molto rumoroso: quando è eccitato, emette un curioso suono simile ad un colpo di tosse. In Italia giunge solo sporadicamente.

## Conservazione
Risente della distruzione del suo ambiente naturale.

## Rapporti con l'uomo
Viene talvolta tenuto in cattività come animale ornamentale. In Finlandia - dove viene chiamato "Laulujoutsen" - è considerato emblema nazionale (Finland's national bird ), ed è rappresentato sulla faccia nazionale delle monete da 1 euro.